# سكوتش (ويسكي)
السكوتش أو الويسكي الإسكتلندي هو مشروب كحولي يصنع في اسكتلندا، السكوتش أو المشروبات التي تشبه السكوتش تصنع في أغلب مناطق زراعة الحبوب ونسبه الكحول فيه ما بين 20-45

## لمحة تاريخية
كان ويسكي السكوتش يصنع في الأصل من تقطير الشعير المملح، إلى أن بدأت مصانع التقطير التجارية بإدخال الويسكي المصنوع من حبوب القمح والشيلم في أواخر القرن الثامن عشر. ويجب أن يحفظ السكوتش في براميل من خشب البلوط لمدة ثلاث سنوات على الأقل.
عرف السكوتش قديما باسم «أكوا فيتاي» والتي تعني ماء الحياة باللاتينية، ويرجح إن صناعة تقطير الويسكي انتقلت إلى اسكتلندا عن طريق أيرلندا، حيث الويسكي الأيرلندي الذي يعود تاريخ صناعته إلى عام 1405. ولعل أقدم ذكر معروف لمشروب السكوتش كان في سجلات الخزانة الوطنية الاسكتلندية في عام 1494، والتي جرى استخدامها في ذلك الوقت لتسجيل كل من الدخل والنفقات الملكية. جاء في السجلات كميات الشعير التي قدمت خلال العام السابق إلى الراهب جون كور ليصنع منها ماء الحياة، أو أكوا فيتاي، مما يشير إلى أن تقطير الويسكي كان معروفًا في أواخر القرن الخامس عشر. كان السكوتش هو المشروب المفضل للملك جيمس الرابع ملك اسكتلندا.
طور إينياس كوفي في عام 1831 أول آلة تقطير استخدمت في صناعة الوويسكي استنادًا إلى نموذج أولي كان قد ابتكره السير أنتوني بيرييه من قبل. ساعدت آلات التقطير الجديدة على إنتاج كميات أكبر من السكوتش وبتكاليف أقل، مما أدى لازدهار الصناعة في القرن التاسع عشر. كما أدى النقص في إنتاج النبيذ والبراندي والكونياك الذي حدث في فرنسا في عام 1880 بسبب تفشي أعداد هائلة من حشرة الفيلوكسيرا الطفيلية التي دمرت محاصل الكروم إلى زيادة استهلاك الويسكي الإسكتلندي في تسعينيات القرن التاسع عشر وافتتح ما يقرب من أربعين معمل تقطير جديد في اسكتلندا. وظلت صناعة تقطير السكوتش رائجة هناك لسنوات، ثم تأثرت الصناعة بشكل كبير بالحرب العالمية الأولى وما عرف بالكساد العظيم، مما أدى إلى إغلاق العديد من شركات بيع السكوتش.
شكلت صناعة السكوتش في اسكتلندا في عام 2017 حوالي 4.37 مليار جنيه استرليني من صادراتها. كما ساهمت الصناعة في اقتصاد المملكة المتحدة بنحو 5.5 مليار جنيه إسترليني في عام 2018.